# Julio Rodolfo Alsogaray
Julio Rodolfo Alsogaray (Esperanza, Santa Fe, 25 de enero de 1918-Buenos Aires, 10 de mayo de 1994)fue un militar perteneciente al Ejército Argentino quien el 28 de junio de 1966, junto con el teniente general Pascual Pistarini, derrocó al presidente Arturo Umberto Illia, dando inicio a la dictadura militar autodenominado Revolución Argentina. Llegó a ser comandante en jefe del Ejército desde el 6 de diciembre de 1966 hasta el 26 de agosto de 1968.

## Familia
Nació en Esperanza, provincia de Santa Fe, el 25 de enero de 1918, hijo de Álvaro Enrique Alsogaray y Julia Bosch, y hermano del militar, ingeniero aeronáutico civil y economista Álvaro Alsogaray. Su bisabuelo, Álvaro José de Alzogaray tuvo un papel fundamental en la Batalla de la Vuelta de Obligado en 1845, siendo ayudante del Almirante Guillermo Brown, que estableció el control argentino sobre la parte inferior del río Paraná. Mientras que su padre y su abuelo fueron coroneles en el Ejército Argentino.
El 6 de agosto de 1943 contrajo nupcias con la señora Zulema Legorburo (n. 1 de mayo de 1991 - f. 10 de febrero de 1991) con quien tuvo dos hijos, Julio y Juan Carlos.
Juan Carlos Alsogaray, apodado “el Hippie”, se encontraba en Tucumán cuando en febrero de 1976 fue abatido en el marco del Operativo Independencia. Sus progenitores fueron a esa provincia y se entrevistaron con Antonio Domingo Bussi, quien les mostró documentación que contenía fotos y datos de los guerrilleros abatidos en el operativo. Zulema, su madre, pudo reconocerlo entre las fotos de los fallecidos y estalló en llanto; Bussi la reprendió diciéndole: “Señora, no le voy a permitir que llore en mi presencia. Si va a llorar, retírese. Porque si usted ha perdido un hijo, yo todos los días pierdo hijos en esta guerra”. Como consecuencia de la muerte de Juan Carlos, Julio Alsogaray envió a su otro hijo, Julio, al Uruguay a exiliarse.
En el libro “Nadie fue” (Juan B Yofre – Editorial Sudamericana) se cuenta que el 23 de febrero de 1976 hubo un combate en la zona de Burruyacu, en el monte tucumano, entre una columna del Ejército Argentino y una patrulla de monte montonera, como resultado del cual murió “en su ley, uniformado y armado” el “Hippie” Juan Carlos Alsogaray. 
Siempre según el libro antes mencionado, anteriormente, el 28 de agosto de 1975, el mismo Juan Carlos había comandado el ataque con bomba a un avión militar Hércules C-130 cuando decolaba del aeropuerto de Tucumán. El avión se incendió y el saldo fue de 6 muertos y 26 heridos, todos gendarmes.

## Carrera

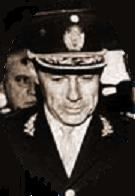
Julio Rodolfo Alsogaray, durante la Revolución Argentina.

### Ingreso a Colegio Militar de la Nación
Julio Rodolfo Alsogaray, una vez finalizados sus estudios secundarios, ingresó en 1934 en el Colegio Militar de la Nación, del cual egresaría tres años más tarde con el grado de subteniente, especializándose en caballería.

### Primeros destinos
Su primer destino fue el Regimiento de Caballería Escuela, en el cual fue ascendido a teniente en 1940. En 1942, es destinado al Regimiento 9 de Caballería y un año después, siendo ascendido a teniente primero, es enviado a la Escuela de Caballería. Luego prestó servicios en el Colegio Militar de la Nación y en la Dirección General de Remonta. Es ascendido a la jerarquía de capitán en 1947.

### Alzamiento contra el gobierno de Juan Domingo Perón
Con la jerarquía de mayor, participó posteriormente en el fallido golpe de Estado encabezado por el general de brigada Benjamín Menéndez contra el gobierno de Juan Domingo Perón en septiembre de 1951, hecho por el que fue destituido y apresado en el Penal de Rawson, donde aprovecho los siguientes cuatro años que estuvo detenido para estudiar inglés, filosofía y economía. En septiembre de 1955, el gobierno surgido de la autodenominado Revolución Libertadora lo libera y lo reincorpora al Ejército Argentino ascendiéndolo a la jerarquía de teniente coronel.

### Reincorporación
Es nombrado director de la Escuela Militar de Equitación en octubre de 1956 y dos meses después es puesto al frente de la subdirección de la Escuela de Caballería, alcanzando el grado de coronel.
Ya en 1958 es nombrado director del Centro de Instrucción de Caballería. Posteriormente, en el mes de diciembre de 1959 es destinado como agregado militar en la embajada de la República Argentina en México, ejerciendo dicho cargo hasta noviembre de 1961.

### Llegada al generalato
Es ascendido a general de brigada en diciembre de 1961 y puesto al mando de la 2.ª División de Caballería entre marzo y julio de 1962, y la 1.ª División de Caballería Blindada entre agosto y septiembre de 1962. Fue puesto al frente de la dirección del Colegio Militar de la Nación y luego fue nombrado subsecretario de Guerra. Hacia 1963, siendo ascendido a general de división, fue nombrado director de la Gendarmería Nacional Argentina. Luego, en enero de 1966, sería nombrado comandante del I Cuerpo de Ejército hasta 1967, cuando fue nombrado comandante en jefe del Ejército Argentino y ascendido a la jerarquía de teniente general, pasando a integrar la Junta Militar. En 1968 pasó a retiro.

## Revolución Argentina
Nombrado comandante del I Cuerpo de Ejército en enero de 1966, Alsogaray planeó un golpe de Estado contra el presidente Arturo Umberto Illia, electo democráticamente en 1963. Illia era una figura moderada, hecho que irritaba a los grupos conservadores y a un amplio sector de las Fuerzas Armadas. Ejemplo de ello fue cuando se negó a anular las victorias peronistas en las elecciones legislativas llevadas a cabo a mediados de 1965.
Alsogaray apoyó la designación como presidente al recientemente retirado teniente general Juan Carlos Onganía, para ocupar el cargo del depuesto mandatario radical Arturo Illia. Ambos generales fueron aliados y habían sido miembros destacados del sector «azul», ala más moderada y profesional, opuesta a la facción de línea dura encabezada por los «colorados», ala que apoyaba el intervencionismo de las Fuerzas Armadas en la política argentina. Alsogaray logró establecer contacto con los sectores civiles que adherían al derrocamiento de Illia. Julio Alsogaray fue nombrado comandante en jefe del Ejército luego del pase a retiro del teniente general Pascual Pistarini en diciembre de 1966. Los principales debates sobre la estructura del futuro gobierno, Julio Alsogaray expuso un plan elaborado por su hermano mayor, Álvaro Alsogaray, apoyando la disolución de las instituciones democráticas, el fortalecimiento del poder judicial como garante de los derechos, y una política económica de libre mercado. Una propuesta central fue la creación del cargo de primer ministro, que se le daría alcance amplio sobre la política, cargo al que esperaba ser nombrado Álvaro Alsogaray por parte del teniente general Juan Carlos Onganía. Dicha propuesta fue avalada no solo por los hermanos Alsogaray, sino que también por el entonces jefe del ejército Pascual Pistarini y por Juan Carlos Onganía.
El golpe de Estado, que tuvo lugar el día 28 de junio de 1966, fue encabezado por el teniente general Pascual Pistarini, quien apenas encontró resistencia al derrocamiento de Illia. El por entonces general de división Alsogaray se acercó personalmente a la oficina del presidente Arturo Illia en la Casa Rosada para exigir su renuncia, informando a Illia que:

Alsogaray -En representación de las Fuerzas Armadas vengo a pedirle que abandone este despacho.

Illia -Usted no representa a las Fuerzas Armadas, sólo representa a un grupo de insurrectos. Usted y quienes lo acompañan actúan como asaltantes nocturnos, que, como los bandidos aparecen de madrugada.
Alsogaray -Lo invito a retirarse. No me obligue a usar la violencia.

Illia -¿De qué violencia me habla? La violencia la acaban de desatar ustedes. El país les recriminará siempre esta usurpación.
Diálogo entre Illia y Alsogaray.

Tras el golpe, Onganía, que había obtenido la  promesa de Pistarini de abandonar actividad y el retiro del servicio activo, vetó la propuesta de Álvaro Alsogaray para la creación del cargo del primer ministro, negándole incluso a otorgarle el cargo de ministro de económía que ya había ostentado en dos oportunidades. Sin embargo, Onganía nombró a Julio Alsogaray, uno de los principales planificadores del derrocamiento de Illia, titular del Ejército Argentino, en reemplazo de Pascual Pistarini el 7 de diciembre de 1966.
Sin embargo en mayo de 1968, Alsogaray comenzó a tener grandes disputas con Onganía. Las diferencias se habían desarrollado en mayo de 1968, ya que el presidente Onganía no deseaba la intromisión del jefe del ejército en los temas políticos. A Alsogaray no le cayó bien el hecho de que el presidente de facto intentase controlar a la Confederación General del Trabajo por medio del fomento de un modelo corporativista, método antagónicamente diferente con la ideología neoliberal del teniente general Julio Rodolfo Alsogaray. El ministro del Interior, Dr. Guillermo Borda, aliado de Onganía y opositor al retorno a la democracia, también lo enfadaba. El jefe de la importante base de Campo de Mayo, el general de división Cándido López, quien estaba a favor de que se llamara a elecciones al igual que el Comandante en Jefe del Ejército.
Temiendo un golpe de palacio, Onganía decidió que era mejor renovar el liderazgo de las tres fuerzas cada dos años. Julio Rodolfo Alsogaray fue informado de su pase a retiro el 20 de agosto, en lugar de la fecha prevista para la transición, que era el 4 de octubre. Abandonó el cargo de titular del Ejército el 26 de agosto de 1968, en su lugar fue nombrado el general de división Alejandro Agustín Lanusse, siendo ascendido a teniente general.
Su sustituto, el comandante del III Cuerpo de Ejército, Alejandro Agustín Lanusse, desplazaría a Onganía de la presidencia, luego de que el expresidente Pedro Eugenio Aramburu fuera secuestrado y asesinado por la organización guerrillera Montoneros. En medio de una ola de violencia política un grupo perteneciente al Ejército Revolucionario del Pueblo, de extrema izquierda, intentó secuestrar a Alsogaray el 18 de agosto de 1971, pero fracasaron.

## Actividad posterior
Entre 1971 y 1975 fue presidente de la Comisión del Arma de Caballería "San Jorge".
Ya retirado de la vida política, el teniente general Julio Rodolfo Alsogaray mantendría un perfil bajo por el resto de su vida. En enero de 1983, Alsogaray visitaría a un moribundo Arturo Illia en Córdoba para poder disculparse por el golpe de Estado, del que se había arrepentido con el paso de los años. Illia aceptó la disculpa y murió unos días después. Poco más de once años de transcurrido aquél suceso, Julio Rodolfo Alsogaray falleció el 10 de mayo de 1994. Tenía 76 años.